# Charles Henri Baker
Charles-Henri Jean-Marie Baker (nascido em Porto Príncipe em 3 de junho de 1955) é um industrial haitiano e candidato presidencial do Haiti. Ele foi vice-presidente do Group of 184.

## Biografia
Baker nasceu em Porto Príncipe. Seu pai Edouard Baker foi um engenheiro agrônomo e um futebolista. Sua mãe Louise Barranco, uma empresária, foi fundadora da primeira rede de supermercados no Haiti. Baker tem dois irmãos e três irmãs.
Após concluir o ensino médio no Haiti, ele viajou para os Estados Unidos. Em 1972 graduou-se em Redondo Union High School. Mais tarde, frequentou a Saint Leo University, na Flórida, formando-se bacharel em administração de empresas em 1976. Em 1975, casou-se com Marie Florença Apaid, irmã de André Apaid. Ele tem quatro filhos e um neto.
Baker foi candidato a presidente nas eleições do Haiti de 2006. Atualmente é candidato a presidência do Haiti na Eleição presidencial do Haiti de 2010.